# Flughafen Merville-Calonne

i7
i11
i13
Die Aéroport de Merville-Calonne ist ein Flughafen in Frankreich. Der Flughafen liegt in der Region Hauts-de-France im Département Pas-de-Calais im Süden Mervilles, teilweise bereits auf dem Gebiet der Nachbargemeinden Lestrem und Calonne-sur-la-Lys und knapp 30 Kilometer Luftlinie westlich von Lille/Rijsel. Der Flughafen dient im Wesentlichen der Allgemeinen Luftfahrt. Hier befinden sich auch Flugschulen und Ausbildungsstätten für Luftfahrtberufe.

## Geschichte
Der Flughafen entstand ab 1936 als Militärflugplatz der  Französischen Luftstreitkräfte.
Nach Ausbruch des Zweiten Weltkriegs diente er zunächst der britischen Royal Air Force (RAF).
In der Schlussphase des Westfeldzugs wurde er von der deutschen Wehrmacht besetzt und ein erstes Mal für kurze Zeit von der Luftwaffe genutzt. Im Juni 1940 lagen hier bis in die zweite Monatshälfte sowohl die mit Bf 109E ausgerüstete I. Gruppe des Jagdgeschwaders 3 (I./JG 3) unter dem Kommando von Günther Lützow als auch die II. Gruppe des Kampfgeschwaders 4 (II./KG 4) mit ihren He 111P.
Anschließend während der deutschen Besetzung Frankreichs wurde Merville umgehend für die Luftwaffe ausgebaut. Nach einigen Monaten wurde der Platz Mitte November 1940 Basis der II. Gruppe des Kampfgeschwaders 2 (II./KG 2), die hier bis Ende März 1941 Kampfeinsätze über England flog. Die 6. Staffel verlegte zwischen Mitte Januar und März 1941 vorübergehend nach Oberpfaffenhofen und neben den beiden zurückgebliebenen Staffeln lag hier für drei Wochen im März noch zusätzlich die I. Gruppe des gleichen Geschwaders (I./KG 2).
In der zweiten Aprilhälfte 1941 wurde hier mit einigen Bf 110 der Stab des Schnellkampfgeschwaders 210 (S./SKG 210] aufgestellt, der jedoch bereits im Mai Richtung Osten verlegt wurde. In Merville verblieb die mit Bf 109 und Bf 110 ausgerüstete Ergänzungsstaffel des SKG 210, die hier bis Ende Januar 1942 stationiert war, nachdem sie Anfang Januar in Ergänzungsstaffel des Zerstörergeschwaders 1 (ZG 1) umbenannt worden war.
In den Jahren 1942 und 1943 waren hier dann nur noch sporadisch fliegende Einheiten stationiert. Im Oktober/November 1942 waren hier die Fw 190A der II. Gruppe des Jagdgeschwaders 2 (II./JG 2) stationiert und von Mitte Juni bis Anfang August 1943 die Me 410A der V. Gruppe des Kampfgeschwaders 2 (V./KG 2).
Nach der Befreiung der Gegend durch die Alliierten wurde Airfield B.53, so die seinerzeitige alliierte Codebezeichnung, erneut durch die RAF belegt. Anschließend wurde Airfield B.53 von der United States Army zu  einer Transportfliegerbasis zur Unterstützung der First Allied Airborne Army ertüchtigt und nach dem Krieg an Frankreich zurückgegeben.
Während der Frühphase des Kalten Kriegs wurde der Flugplatz zu einer NATO-Basis ausgebaut. Hierzu zählten die jettaugliche 04/22 Start- und Landebahn und über das Gelände verteilte Flugzeug-Abstellflächen. Er diente jedoch in Folge lediglich als Reserveflugplatz.
Im Zusammenhang mit dem Rückzug Frankreichs aus den militärischen Strukturen 1966 wurde der bisherige Militärflugplatz in eine zivile Nachnutzung überführt.